# Hi Infidelity
| Recensione              | Giudizio   |
| ----------------------- | ---------- |
| AllMusic                | [ 3 ]      |
| Robert Christgau        | B-         |
| Sputnikmusic            | 3.1 (Good) |
| Dizionario del Pop-Rock | [ 6 ]      |

Hi Infidelity è un album discografico della rock band statunitense REO Speedwagon, pubblicato dalla casa discografica Epic Records nel novembre del 1980.
L'album, che contiene la hit Keep On Loving You, mantenne il primo posto della Billboard 200 per ben 15 settimane e divenne l'LP più venduto del 1981 e dell'intera discografia del quintetto.

## Tracce
Lato A
1. Don't Let Him Go – 3:44 (Kevin Cronin)
2. Keep on Loving You – 3:19 (Kevin Cronin)
3. Follow My Heart – 3:47 (Gary Richrath, Tom Kelly)
4. In Your Letter – 3:14 (Gary Richrath)
5. Take It on the Run – 3:59 (Gary Richrath)

Lato B
1. Tough Guys – 3:48 (Kevin Cronin)
2. Out of Season – 3:05 (Kevin Cronin, Tom Kelly)
3. Shakin' It Loose – 2:24 (Gary Richrath)
4. Someone Tonight – 2:39 (Bruce Hall)
5. I Wish You Were There – 4:26 (Kevin Cronin)

Edizione doppio CD del 2011 (30th Anniversary), pubblicato dalla Epic/Legacy Records (88697695792)
CD 1
1. Don't Let Him Go – 3:45 (Kevin Cronin)
2. Keep On Loving You – 3:20 (Kevin Cronin)
3. Follow My Heart – 3:48 (Gary Richrath, Tom Kelly)
4. In Your Letter – 3:16 (Gary Richrath)
5. Take It On the Run – 3:59 (Gary Richrath)
6. Tough Guys – 3:49 (Kevin Cronin)
7. Out of Season – 3:05 (Kevin Cronin, Tom Kelly)
8. Shakin' It Loose – 2:25 (Gary Richrath)
9. Someone Tonight – 2:40 (Bruce Hall)
10. I Wish You Were There – 4:27 (Kevin Cronin)

CD 2
1. Someone Tonight – 2:47 (Bruce Hall) – Previously Unreleased Demo
2. Tough Guys – 3:33 (Kevin Cronin) – Previously Unreleased Demo
3. In Your Letter – 4:06 (Gary Richrath) – Previously Unreleased Demo
4. Follow My Heart – 3:55 (Gary Richrath, Tom Kelly) – Previously Unreleased Demo
5. Take It On the Run – 3:59 (Gary Richrath) – Previously Unreleased Demo
6. Don't Let Him Go – 4:18 (Kevin Cronin) – Previously Unreleased Demo
7. Keep On Loving You – 3:28 (Kevin Cronin) – Previously Unreleased Demo
8. Shakin' It Loose – 2:30 (Gary Richrath) – Previously Unreleased Demo
9. I Wish You Were There – 4:58 (Kevin Cronin) – Previously Unreleased Demo

## Musicisti
Don't Let Him Go
- Kevin Cronin - voce, chitarra ritmica
- Gary Richrath - chitarra solista
- Neal Doughty - sintetizzatore
- Bruce Hall - basso
- Alan Gratzer - batteria

Keep On Loving You
- Kevin Cronin - voce solista, pianoforte, chitarra acustica
- Gary Richrath - chitarre elettriche, chitarra solo
- Neal Doughty - organo Hammond
- Bruce Hall - basso
- Alan Gratzer - batteria
- Steve Forman - percussioni
- The He-Man Broken Hearts Club Choir - accompagnamento vocale- cori
- Tom Kelly - accompagnamento vocale- coro
- Richard Page - accompagnamento vocale- coro
- Kevin Cronin - accompagnamento vocale- coro

Follow My Heart
- Gary Richrath - chitarre elettriche, chitarra solo
- Kevin Cronin - voce, chitarra acustica
- Neal Doughty - organo Hammond
- Bruce Hall - basso
- Alan Gratzer - batteria

In Your Letter
- Kevin Cronin - voce, chitarra acustica
- Gary Richrath - chitarra elettrica a 12 corde, chitarra leslie solo, chitarra elettrica
- Neal Doughty - pianoforte
- Bruce Hall - basso
- Alan Gratzer - batteria
- The He-Man Broken Hearts Club Choir - accompagnamento vocale- cori
- Tom Kelly - accompagnamento vocale- coro
- Richard Page - accompagnamento vocale- coro
- Kevin Cronin - accompagnamento vocale- coro
- N. Yolletta - accompagnamento vocale- coro

Take It On the Run
- Kevin Cronin - voce, chitarra acustica, lyrical assistance
- Gary Richrath - chitarre elettriche, chitarra solo
- Neal Doughty - sintetizzatori
- Bruce Hall - basso
- Alan Gratzer - batteria

Tough Guys
- Kevin Cronin - voce, chitarra ritmica
- Gary Richrath - chitarra solista
- Neal Doughty - sintetizzatore
- Bruce Hall - basso
- Alan Gratzer - batteria

Out of Season
- Kevin Cronin - voce, chitarra ritmica
- Gary Richrath - chitarra solista
- Neal Doughty - sintetizzatore
- Bruce Hall - basso
- Alan Gratzer - batteria

Shakin' It Loose
- Gary Richrath - chitarra solista
- Kevin Cronin - voce solista, lyrical assistance, accompagnamento vocale-coro
- Neal Doughty - pianoforte
- Bruce Hall - basso
- Alan Gratzer - batteria
- Tom Kelly - accompagnamento vocale-coro

Someone Tonight
- Bruce Hall - voce solista, basso
- Gary Richrath - chitarre solista
- Kevin Cronin - chitarra acustica, accompagnamento vocale-coro
- Neal Doughty - sintetizzatore
- Alan Gratzer - batteria

I Wish You Were There
- Kevin Cronin - voce solista, pianoforte, chitarra acustica, accompagnamento vocale-coro
- Gary Richrath - chitarra solista
- Neal Doughty - organo Hammond
- Bruce Hall - basso
- Alan Gratzer - batteria, tamburello
- The Waspel Gospel He-Manettes - accompagnamento vocale-cori
- Tom Kelly - accompagnamento vocale-coro
- Richard Page - accompagnamento vocale-coro

Note aggiuntive
- Kevin Cronin, Gary Richrath e Kevin Beamish - produttori
- Alan Gratzer - co-produttore
- Registrazioni effettuate dal giugno all'ottobre del 1980 al Crystal Studios (Hollywood, California) ed al Kendun Recorders, Studio D (Burbank, California)
- Kevin Beamish - ingegnere delle registrazioni
- Tom Cummings e Jeff Eccles - assistenti ingegnere delle registrazioni
- Kevin Cronin - arrangiamenti
- Kent Duncan - mastering
- Bobby Gordon - lightning designer
- Aaron Rapoport - fotografie
- Kosh (John Kosh) - design, art direction[11]

## Classifica
Album
| Anno | Classifica            | Posizione raggiunta |
| ---- | --------------------- | ------------------- |
| 1981 | Billboard 200         | 1                   |
| 1981 | Official Albums Chart | 6                   |

Singoli
| Anno | Titolo del brano   | Classifica             | Posizione raggiunta |
| ---- | ------------------ | ---------------------- | ------------------- |
| 1981 | Keep on Loving You | Billboard Hot 100      | 1                   |
| 1981 | Keep on Loving You | Official Singles Chart | 7                   |
| 1981 | Take It on the Run | Billboard Hot 100      | 5                   |
| 1981 | Take It on the Run | Official Singles Chart | 19                  |
| 1981 | Don't Let Him Go   | Billboard Hot 100      | 24                  |
| 1981 | In Your Letter     | Billboard Hot 100      | 20                  |